# Michael Sattler
Michael Sattler (ca. 1490-1527) var en munk, der forlod den Romerskkatolske kirke under Reformationen for at blive en af de første anførere i anabaptist-bevægelsen. Han havde især stor betydning for sin rolle i udarbejdelsen af Schleitheim-bekendelsen.
Sattler, der blev født omkring 1490 i Staufen i Tyskland, blev benediktinermunk i klosteret Skt. Peter og var sandsynligvis prior, da han forlod klosteret i 1525. I det år rejste han til Zürich, der på det tidspunkt var optaget af kontroversen om barnedåb. Han sluttede sig til anabaptisterne og blev sandsynligvis gendøbt i sommeren 1526. Han blev involveret i missionærarbejde og rejste til Strasbourg. I februar 1527 ledede han et møde blandt De Schweiziske Brødre i Schleitheim, hvor Schleitheim-bekendelsen blev vedtaget.
I maj 1527 blev Sattler sammen med sin kone og adskillige andre anabaptister arresteret af de katolske myndigheder. Sattler blev dømt til døden som kætter. Som en del af henrettelsen blev hans tunge skåret ud og han blev sønderrevet med glødende tænger. Derefter blev han kørt uden for byen og tortureret med tænger igen, hvorefter han blev brændt på bålet. De andre mænd i gruppen blev henrettet med sværd, og kvinderne blev druknet.
1. ↑  Navnet er anført på bokmål og stammer fra Wikidata hvor navnet endnu ikke findes på dansk.